# 살홍어
살홍어(학명: Dipturus tengu)는 홍어목 홍어과에 속하는 연골어류이다. 수컷 기준으로 몸길이는 약 1m이다.